# Lepithrix strigatus
Lepithrix strigatus är en skalbaggsart som beskrevs av Dombrow 2007. Lepithrix strigatus ingår i släktet Lepithrix och familjen Melolonthidae. Inga underarter finns listade i Catalogue of Life.